# Пименов Михайло Іванович
Михайло Іванович Пименов (1894, село Монастирьок, тепер Сланцевського району Ленінградської області Російська Федерація — ?) — радянський державний діяч, голова колгоспу «Восход» Сланцевського району Ленінградської області. Депутат Верховної ради СРСР 2-го скликання.

## Життєпис
Народився в селянській родині. З дитячих років працював у власному господарстві, потім у колгоспі.
У 1933—1941 роках — голова колгоспу «Восход» села Монастирьок Сланцевського району Ленінградської області.
Під час німецько-радянської війни брав участь у партизанському русі, командував невеликим партизанським загоном на території Сланцевського району Ленінградської області, був контужений у серпні 1941 року. З 1942 року служив у Червоній армії, був санітаром-носильником санітарно-евакуаційного госпіталю № 3415 2-го Білоруського фронту, закінчив війну в 1945 році на території Німеччини. Член ВКП(б) з 1945 року.
З осені 1945 року — голова колгоспу «Восход» села Монастирьок Сланцевського району Ленінградської області.
Подальша доля невідома. 

## Нагороди і звання
- медаль «За бойові заслуги» (1945)
- медаль «За перемогу над Німеччиною у Великій Вітчизняній війні 1941—1945 рр.» (1946)
- медалі